# Rasmus Ottesen
Rasmus Ottesen, född 14 juni 1871 i Hulerødgaard, Hulerød, död 8 mars 1957 i Köpenhamn, var en dansk skådespelare.
Ottesen studerade vid Det Kongelige Teaters elevskola och gjorde sin scendebut vid samma teater 1901. Samma år fick han fast anställning och verkade där fram till och med 1930, då han på egen begäran sade upp sig. Han filmdebuterade 1910 i Den dødes Halsbaand och medverkade 1910–1918 i över 40 stumfilmer. Han var därmed en av Skandinavisk-Russisk Handelshus mest anlitade skådespelare. Efter ett nära 20 år långt uppehåll återvände han till filmen 1937. Han gjorde sin sista filmroll 1946 i For frihed og ret.
Vid sidan av skådespeleriet arbetade Ottesen som fotograf med egen ateljé.

## Filmografi (urval)
- 1911 – Dæmonen
- 1915 – Britta på Backen
- 1946 – Ditte människobarn